# 救難員
救難員（きゅうなんいん、英語: JASDF medic）は、航空自衛隊の航空士職域の一つ。航空救難団の救難隊に属し、UH-60JやU-125Aなどの救難機に搭乗して、遭難者や傷病者の機内への収容などを担当する。
過酷な状況下で捜索救難活動を行うために高い能力が求められ、選抜試験に合格した後も、陸上自衛隊の空挺レンジャーや海上自衛隊の開式スクーバなどの課程を履修する。『航空自衛隊50年史』では、「知力・体力・気力に秀で、困難な状況下にあっても、冷静な判断と果断な行動をもって人命救助できる屈強な隊員で構成されている」と述べている。

## 教育課程

### 救難員課程
救難員は、航空自衛隊員の中からの志願者で、部隊長推薦を受けて選抜試験に挑戦・合格したものである。試験を受験するための資格要件は、28歳以下の空曹または空士長であり、特技職の中級（5レベル）以上の特技を付与されていて、長期勤務の意思が強固で、かつ、勤務成績が優良な者とされている。選抜試験では面接試験と適性検査、航空身体検査および水泳実技が行われる。募集回数は年1回、1回あたりの募集定員は4-5名程度といずれも少なく、試験の倍率は少なくとも5倍という狭き門である。
この結果に基づいて、まず救難降下訓練生の要員が選抜され、小牧基地の救難教育隊において救難員（衛生）課程に入校する。自衛隊病院での応急手当訓練のほか、降下課程を控えていることもあり、特に小牧基地での導入訓練では降下のための体力練成が重視される。衛生課程を修了すると救難降下訓練生として正式に指定され、陸上自衛隊での委託課程である基本降下課程を経て、約24週の救難員課程を履修する。ここでは、救難員業務や航空機取り扱いについての座学のほか、航空士として航空機の搭乗や点検について学習する。
海上行動に備えた訓練として、プールでの基本泳法や水上安全法、スキンダイビング、スクーバダイビングを学び、仕上げに海での総合実習を行う。このうち、特にスキンダイビングの訓練については、スクーバダイビングの基礎となる部分であり、意図的に一番負荷がかかるようにされていることもあり、救難員課程のなかでも最も過酷な部分とも評される。そして陸上行動に備えた訓練として、登攀や懸垂下降、救助技術を学んだのち、夏季山岳と積雪地でそれぞれ総合実習を行って、卒業となる。

### 配属後の課程
救難員課程を卒業した時点で基本的な技術はマスターされているが、救難員としての技術は配属されてから身につくものと看做されている。このため、救難隊に配属されてもすぐに救難任務に出動することはできず、様々な訓練を重ねて任務資格付与（Operation Readiness, OR）検定に合格して初めて実出動を行うことができるようになる。
ORの資格を取ったあとも、更に陸上自衛隊第1空挺団の空挺レンジャー課程や海上自衛隊第1術科学校の専修科開式スクーバ課程などに入校し、研鑽を重ねていくことになる。特に空挺レンジャー課程は、必修というわけではないもののほとんど全員が履修しているとされる。また近年では、准看護師や救急救命士など医療従事者としての課程を履修する場合も増えている。
なお、救難員は航空士の資格を取得し、毎日航空機に搭乗して任務を実施しているにもかかわらず、当初は陸自の空挺隊員と同様の「乗客」扱いで、落下傘隊員手当（30％）が適用されていたが、後に航空手当（ジェット機では初号俸×80％、回転翼機では60％）が加算されるようになった。

## 装備
救難員は、飛行士や他の航空士と同様の航空服装を着用していることもあるが、多くの場合は機外での救難作業に対応して、救難服装を着用したうえで各種の装備を装着・携行している。特に冬季の山岳救助任務の場合、遭難者救助に必要な装備だけでなく、救難員自身が現場に取り残される場合を想定し、食料や水、ビバーク用のツェルトなど、サバイバルに必要なものを一通り携行する。
洋上進出時には、水温が暖かい場合は動きやすいウェットスーツを着用するが、水温が低い場合のほか、航空機が海上に墜落して破片が漂流したり航空燃料が流出したりしている場合には、保護効果が高いドライスーツを着用する。ウォータースポーツ用ヘルメットとシュノーケル、ダイビングマスクとフィンのほか、必要に応じてスクーバ器材も使用する。
また航空自衛隊の救難員を特徴づけるのが、パラシュート（落下傘）による救難降下能力である。従来は円形の落下傘（JE-1改）を使用していたのに対し、2000年代には操縦性能に優れた方形傘（MC-5）の導入が図られて、2005年5月より松島救難隊での運用研究が着手されたのち、2006年以降、各救難隊での普及教育を開始した。従来は自動開傘索による降下のみを行っていたのに対し、方形傘の導入によって高高度からの自由降下（HALO/HAHO）も可能になったが、この場合は酸素マスクを着用する。

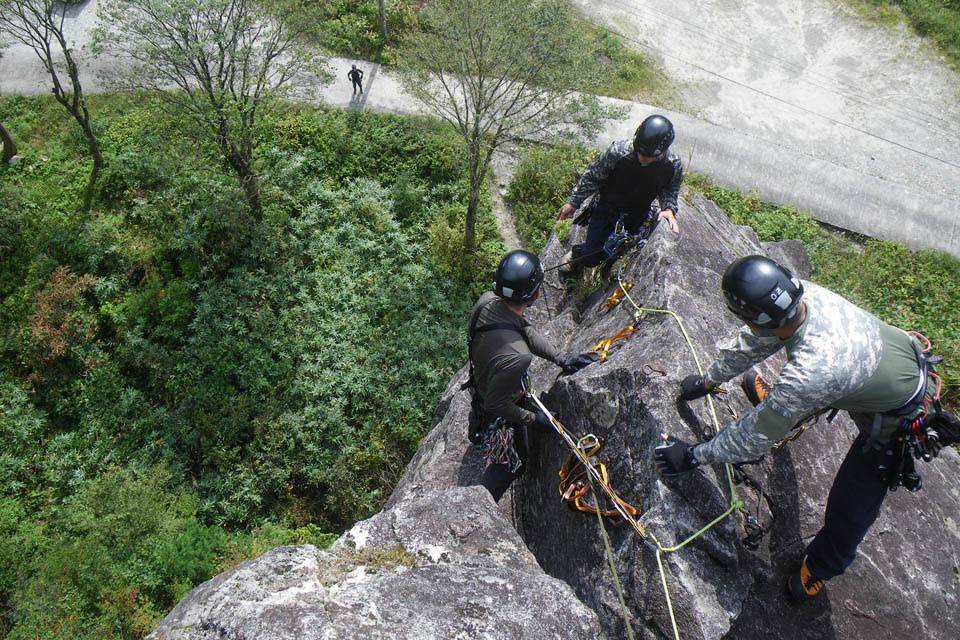
登攀訓練を行う救難員
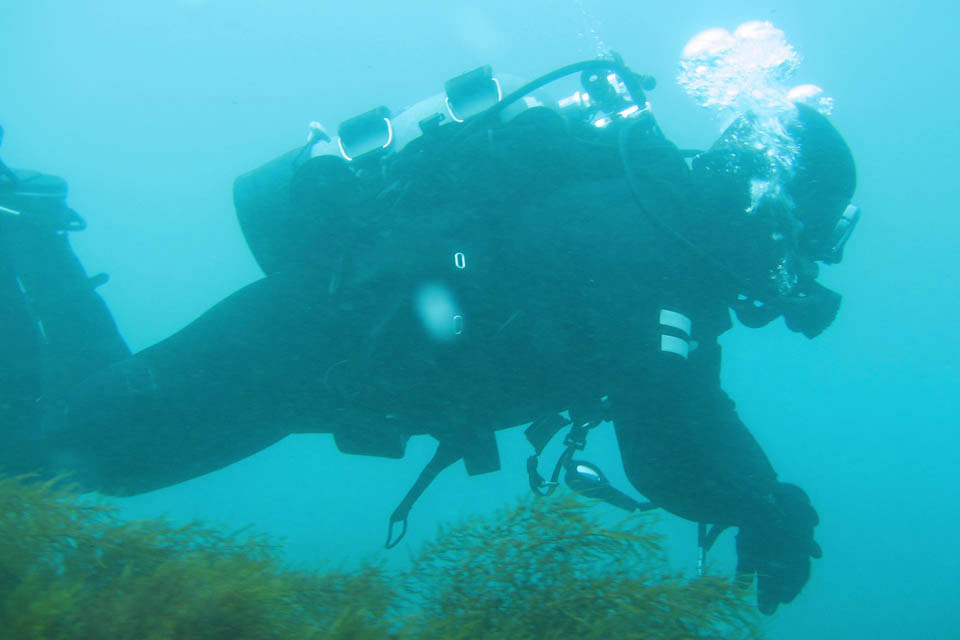
スクーバダイビングを行う救難員
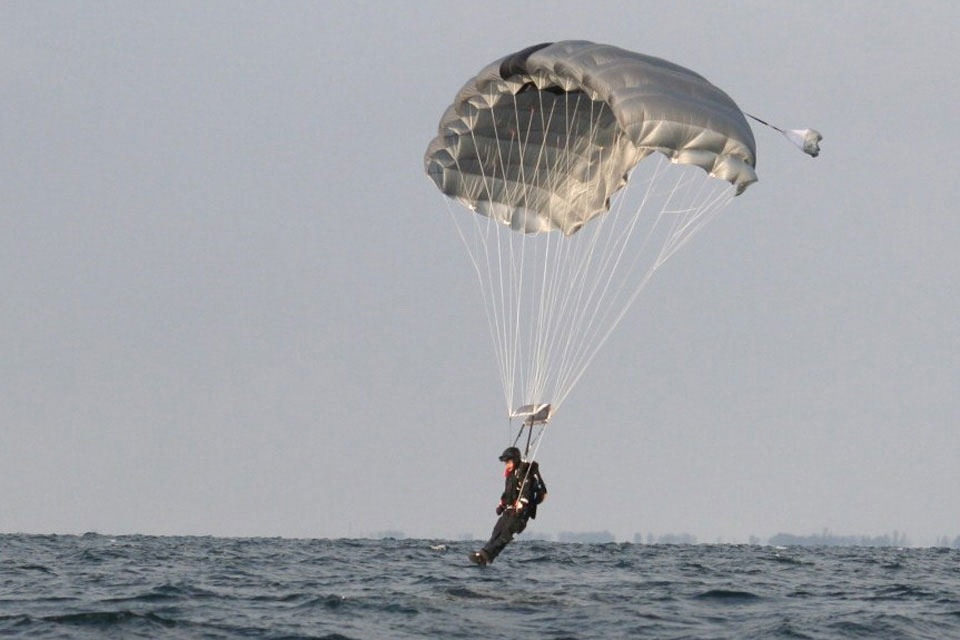
方形傘を用いて降下する救難員

## 配属基地
- 千歳基地：千歳救難隊
- 秋田分屯基地：秋田救難隊
- 松島基地：松島救難隊
- 新潟分屯基地：新潟救難隊
- 百里基地：百里救難隊
- 小松基地：小松救難隊
- 浜松基地：浜松救難隊
- 小牧基地：救難教育隊
- 芦屋基地：芦屋救難隊
- 新田原基地：新田原救難隊
- 那覇基地：那覇救難隊